# Estación de Villanueva de Córdoba-Los Pedroches
Villanueva de Córdoba-Los Pedroches es una estación ferroviaria de alta velocidad situada en el municipio español de Villanueva de Córdoba, en la comarca de Los Pedroches, provincia de Córdoba, comunidad autónoma de Andalucía. La estación se encuentra a 11 km de la localidad homónima y a 32 km de Pozoblanco, municipio más poblado de la comarca.

## Situación ferroviaria
La estación se encuentra en el punto kilométrico 285,2 de la línea férrea de alta velocidad que une Madrid con Sevilla, entre las estaciones de Puertollano y Córdoba.

## Historia
La construcción de la LAV Madrid – Sevilla implicó el establecimiento de un Puesto de Adelantamiento y Estacionamiento de Trenes (PAET) en el actual emplazamiento de la estación. En 2007, diversos movimientos ciudadanos liderados por la asociación Que Pare el Tren en Los Pedroches impulsaron un proyecto para reformar estas instalaciones técnicas y convertirlas en una estación de pasajeros.
En marzo de 2010, el Ministerio de Fomento anunció la adjudicación de las obras de reforma integral por 2,7 millones de euros, financiadas por la Junta de Andalucía y la Diputación de Córdoba.Los trabajos incluyeron la construcción de un edificio de viajeros, el recrecido de los andenes y el acondicionamiento de los accesos a la estación.
La nueva estación fue oficialmente inaugurada el 29 de marzo de 2014, recibiendo servicios de trenes de Alta Velocidad y Larga Distancia con conexiones a Madrid, Córdoba, Sevilla y Algeciras, entre otras ciudades. Desde entonces, la oferta ha sufrido distintas modificaciones. En 2025, únicamente servicios de Alta Velocidad de bajo coste, comercializados bajo la marca Avlo hacen parada en la estación, conectándola con Madrid, Córdoba, Sevilla y Málaga, entre otros destinos.

## La estación
La estación dispone de un edificio de viajeros construido al mismo nivel que la playa de vías con una sala de embarque y otras dependencias técnicas. Dispone de un aparcamiento gratuito, en el que no es necesario efectuar reserva alguna. También cuenta con algunas plazas techadas, dos de ellas reservadas para personas con movilidad reducida, iluminación y vigilancia las 24 horas. En el vestíbulo de la estación hay dos máquinas expendedoras, una de bebidas y otra de snacks.
La venta de billetes se realiza a través de una Máquina Autoventa Multifunción, que permite a los usuarios realizar diversas gestiones, como la compra de billetes, la modificación de la hora de salida, la impresión de tickets adquiridos previamente, su cambio para otra hora del mismo día o su anulación. Además, es posible adquirir billetes integrados para viajar a destinos como Barcelona, Granada o Valencia.

## Accesos
La estación se encuentra a 3 km de la carretera A-421 que une Villanueva de Córdoba con Adamuz de la que parte el ramal de acceso CO-5100. Se puede acceder mediante un autobús interurbano que recorre las poblaciones de Pozoblanco y Villanueva de Córdoba haciendo parada en cada una de estas.

## Servicios ferroviarios

### Larga Distancia
El tráfico de Larga Distancia cubre el trayecto Madrid-Andalucía gracias a trenes Avlo, y permite viajar de forma directa entre Villanueva de Córdoba-Los Pedroches y Córdoba (25 minutos), Sevilla (1 hora y 20 minutos) y Madrid (1 hora y 35 minutos), entre otros.

## Imágenes

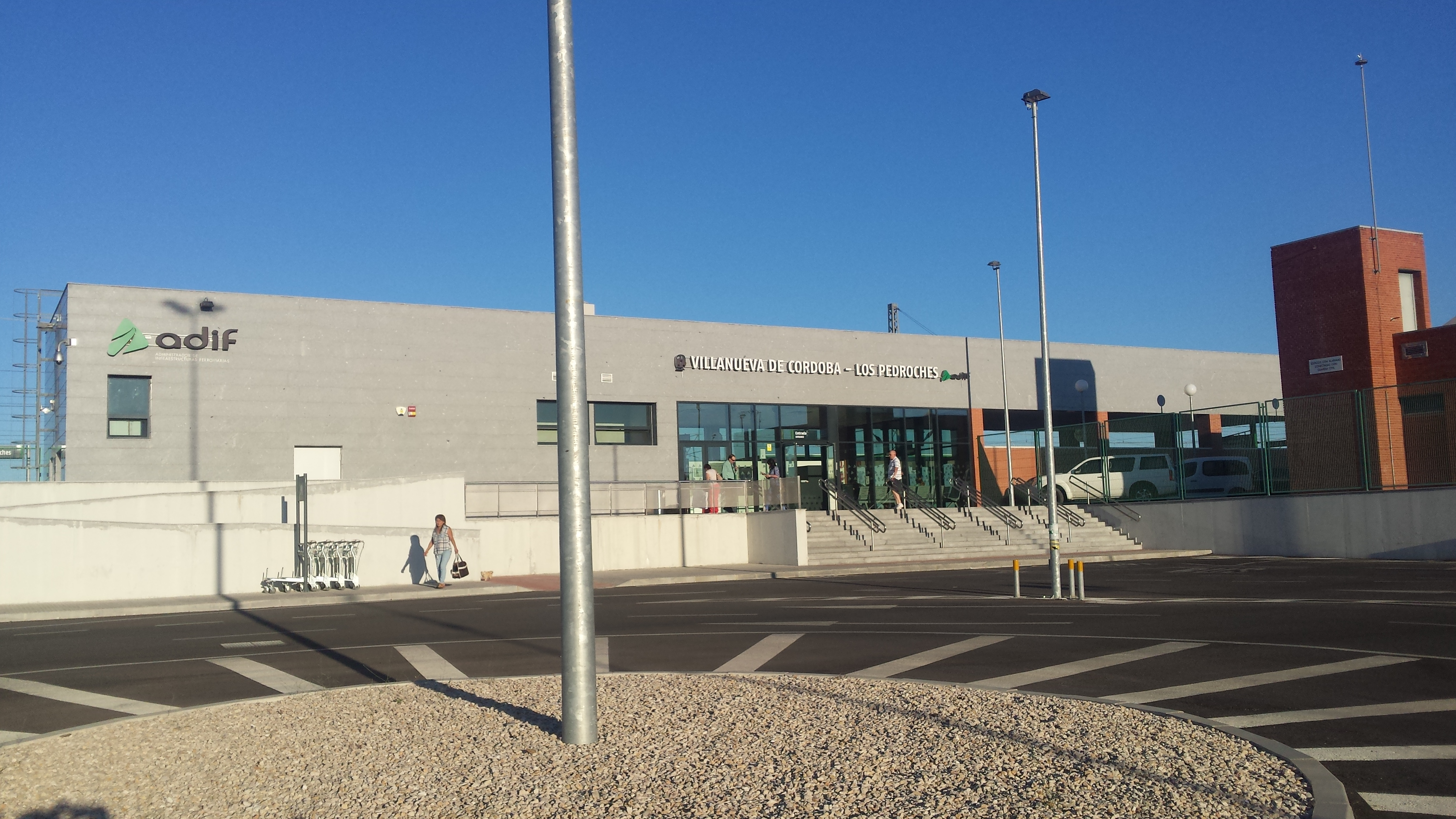
Fachada principal
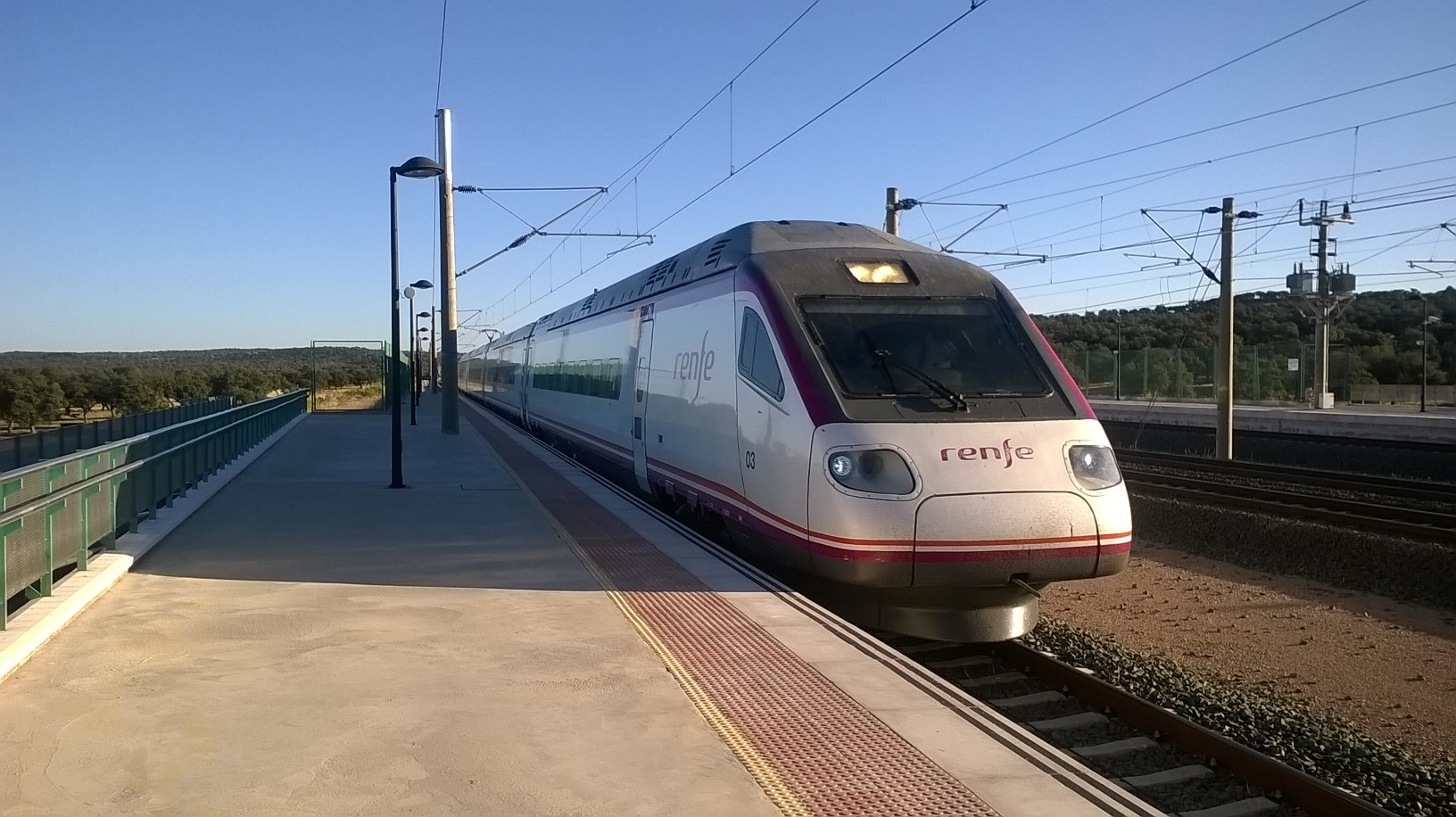
Avant serie 104 efectuando un servicio de AV City procedente de Sevilla-Santa Justa llegando a la estación
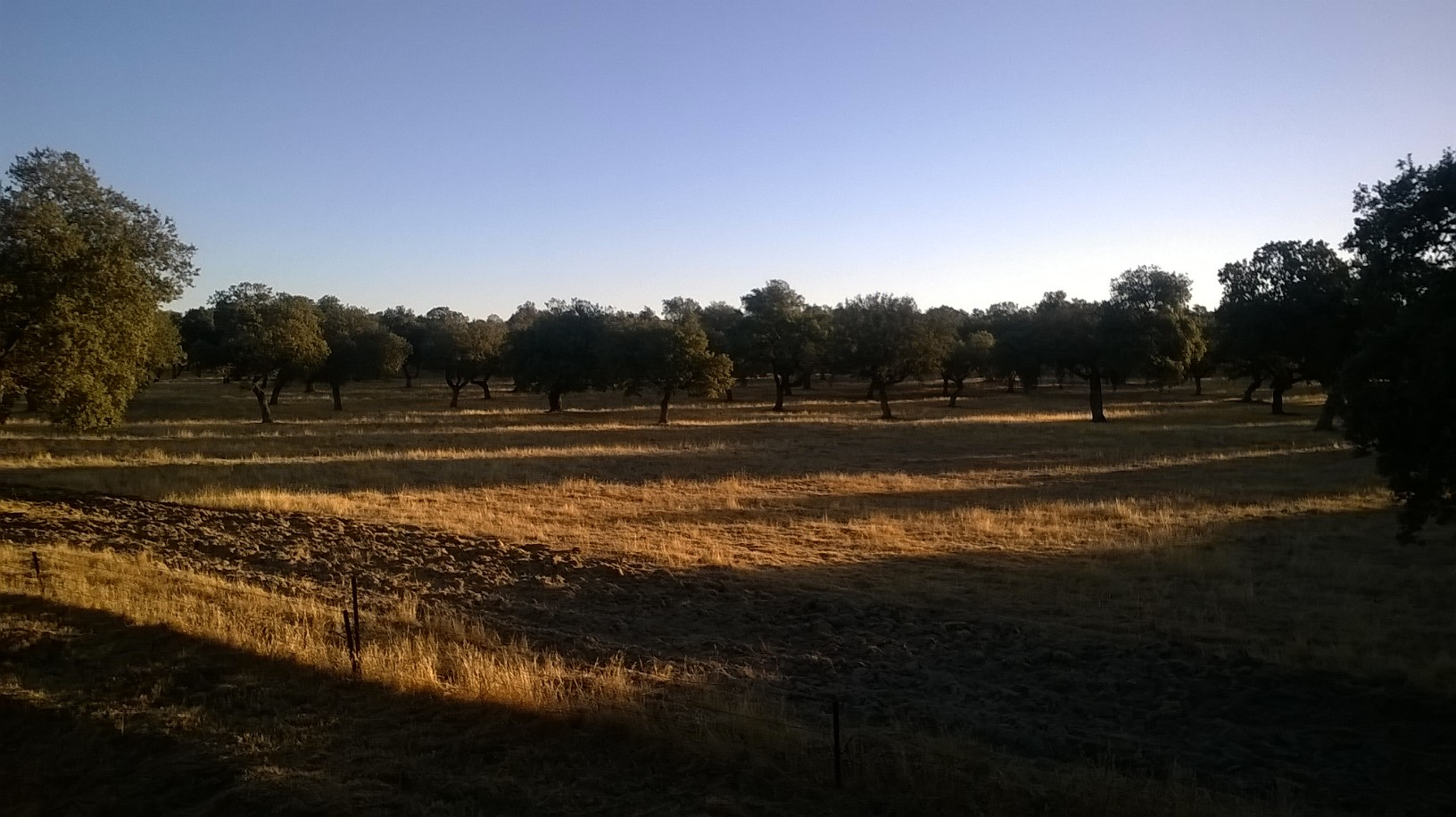
Alrededores de la estación